# Leptotyphlops pembae
Espèce
Synonymes
- Leptotyphlops emini pembae Loveridge, 1941

Statut de conservation UICN

 LC  : Préoccupation mineure
Leptotyphlops pembae est une espèce de serpents de la famille des Leptotyphlopidae.

## Répartition
Cette espèce est endémique de Pemba en Tanzanie.

## Description
L'holotype de Leptotyphlops pembae, une femelle, mesure 201 mm dont 17 mm pour la queue et dont le diamètre au milieu du corps est de 4 mm.

## Étymologie
Son nom d'espèce lui a été donné en référence au lieu de sa découverte.

## Publication originale
- Loveridge, 1941 : New Geckos (Phelsuma and Lygodactylus), Snake (Lepotyphlops), and Frog (Phrynobatrachus) from Pemba Island, East Africa. Proceedings of the Biological Society of Washington, vol. 54, p. 175-178 (texte intégral).